# Divize E 2007/2008
V soubojích 17. ročníku Moravskoslezské divize E 2007/08 (jedna ze skupin 4. fotbalové ligy) se utkalo 16 týmů každý s každýmdvoukolovým systémem podzim–jaro. Tento ročník odstartoval v sobotu 11. srpna 2007 úvodními dvěma zápasy 1. kola a skončil v neděli 14. června 2008 zbývajícími pěti zápasy 29. kola (30. kolo bylo předehráno v úterý 7., ve středu 8. a ve středu 15. května 2009).

## Nové týmy v sezoně 2007/08
- Z MSFL 2006/07 sestoupila do Divize E mužstva SK Hranice, FC Elseremo Brumov a FC Baník Ostrava „B“.
- Z Přeboru Moravskoslezského kraje 2006/07 postoupilo vítězné mužstvo SK Bohuslavice, MFK Havířov (3. místo).[2]
- Z Přeboru Zlínského kraje 2006/07 postoupilo vítězné mužstvo FC Vsetín.[3]
- Z Přeboru Olomouckého kraje 2006/07 postoupilo vítězné mužstvo TJ Sokol Lázně Velké Losiny.[4]

## Konečná tabulka
Zdroj: 
| Poř. | Tým                              | Z  | V  | R  | P  | VG | OG | B  |
| ---- | -------------------------------- | -- | -- | -- | -- | -- | -- | -- |
| 1.   | FC Baník Ostrava „B“ (S)         | 30 | 20 | 9  | 1  | 70 | 19 | 69 |
| 2.   | SK Kravaře                       | 30 | 13 | 12 | 5  | 45 | 25 | 51 |
| 3.   | FC TVD Slavičín                  | 30 | 13 | 10 | 7  | 64 | 33 | 49 |
| 4.   | TJ Jiskra Rýmařov                | 30 | 12 | 7  | 11 | 56 | 48 | 43 |
| 5.   | SK Beskyd Frenštát pod Radhoštěm | 30 | 11 | 9  | 10 | 39 | 32 | 42 |
| 6.   | TJ Sokol Lázně Velké Losiny (N)  | 30 | 10 | 10 | 10 | 42 | 51 | 40 |
| 7.   | SK Hranice (S)                   | 30 | 12 | 4  | 14 | 49 | 48 | 40 |
| 8.   | FK Slavia Orlová-Lutyně          | 30 | 11 | 6  | 13 | 29 | 32 | 39 |
| 9.   | FC Elseremo Brumov (S)           | 30 | 10 | 9  | 11 | 41 | 53 | 39 |
| 10.  | FK Bystřice pod Hostýnem         | 30 | 9  | 11 | 10 | 30 | 32 | 38 |
| 11.  | TJ FS Napajedla                  | 30 | 11 | 5  | 14 | 42 | 50 | 38 |
| 12.  | MFK Havířov (N)                  | 30 | 10 | 7  | 13 | 33 | 44 | 37 |
| 13.  | FK Avízo Město Albrechtice       | 30 | 11 | 4  | 15 | 35 | 51 | 37 |
| 14.  | FC Velké Karlovice + Karolinka   | 30 | 8  | 12 | 10 | 29 | 43 | 36 |
| 15.  | SK Bohuslavice (N)               | 30 | 9  | 7  | 14 | 34 | 46 | 34 |
| 16.  | FC Vsetín (N)                    | 30 | 6  | 6  | 18 | 29 | 60 | 24 |

Poznámky:
- Z = Odehrané zápasy; V = Vítězství; R = Remízy; P = Prohry; VG = Vstřelené góly; OG = Obdržené góly; B = Body; (S) = Mužstvo sestoupivší z vyšší soutěže; (N) = Mužstvo postoupivší z nižší soutěže (nováček)
- O pořadí na 6. a 7. místě rozhodla bilance vzájemných zápasů: Velké Losiny - Hranice 3:1, Hranice - Velké Losiny 2:2.[1]
- O pořadí na 8. a 9. místě rozhodlo lepší skóre Orlové, bilance vzájemných zápasů byla vyrovnaná: Orlová - Brumov 0:1, Brumov - Orlová 0:1.[1]
- O pořadí na 10. a 11. místě rozhodla bilance vzájemných zápasů: Bystřice pod Hostýnem - Napajedla 2:0, Napajedla - Bystřice pod Hostýnem 1:0.[1]
- O pořadí na 12. a 13. místě rozhodla bilance vzájemných zápasů: Havířov - Město Albrechtice 4:1, Město Albrechtice - Havířov 1:0.[1]

|  | Postup MSFL 2008/09                               |
|  | Přechod do Divize D 2008/09                       |
|  | Sestup do Přeboru Zlínského kraje 2008/09         |
|  | Sestup do Přeboru Moravskoslezského kraje 2008/09 |